# The Titan Games
The Titan Games ist eine US-amerikanische Reality-Serie mit Sportwettkämpfen, die am 3. Januar 2019 auf NBC Premiere hatte. Die von Dwayne Johnson moderierte Show zeigt Menschen aus ganz Amerika, die in ausdauernden mentalen und physischen Herausforderungen von „epischen Ausmaßen“ um den Titel des Titan kämpfen. Am Ende der Saison kämpfen die Titanen darum, „der letzte Mann und die letzte Frau zu werden“. Die Show wird mit dem Slogan „Titans are not born, They’re Made“ vermarktet.
Am 16. September 2019 erneuerte NBC die Serie für eine zweite Staffel, die am 25. Mai 2020 Premiere hatte. The Titan Games wurde in Deutschland auf Netflix ausgestrahlt und läuft seit dem 24. Juni 2021 auf SPORT1.